# Don't Stop (歌曲)
〈Don't Stop〉是臺灣歌手蔡依林的歌曲，收錄於其第二張錄音室專輯《Don't Stop》。該歌曲改編自七小龍的〈Bring It All Back〉，原曲由Rachel Stevens、Hannah Spearritt、Bradley McIntosh、Jon Lee、Paul Cattermole、Jo O'Meara、Tina Barrett、Eliot Kennedy、Mike Percy及Tim Lever創作，後由毛毛重新填詞、李偉菘製作。該歌曲作為專輯單曲於2000年4月由環球音樂和大聲音樂發行。

## 背景和發行
1999年12月聖誕節期間，蔡依林前往美國紐約Quad Studios錄製歌曲〈Don't Stop〉。2000年4月26日，蔡依林發行第二張錄音室專輯《Don't Stop》，同時推出同名單曲。該歌曲的MV由林錦和執導。

## 創作和錄製
〈Don't Stop〉的歌詞描述新世代對夢想的無畏憧憬及愛情追求態度。該歌曲在美國紐約Quad Studios錄音，並邀請先前於專輯《1019》合作的四名黑人和聲歌手參與和聲錄製。

## 商業表現
該歌曲獲得2000年臺灣Hit FM年度百首單曲第14名。

## 獎項
〈Don't Stop〉先後獲得第七屆全球華語音樂榜中榜最受歡迎歌曲、以及第一屆音樂風雲榜港台年度最佳舞曲獎。

## 幕後人員
- 陳韋蒨—助理製作人
- Andy Peterson—貝斯
- Luke Mason—鼓
- Danny Madden（英语：Danny Madden）—和聲編寫、和聲
- Stephanie James—和聲
- Karen Bernod（英语：Karen Bernod）—和聲
- Sean Chan—錄音師
- 王幼華—錄音師
- 何慶堂—錄音師
- Mike Anzel—錄音師
- 風格—錄音室
- 加合—錄音室
- Quad Studios—錄音室
- 小螞蟻—混音製作人
- 林正忠—混音錄音師
- 譜麗音—混音錄音室

## 發行歷史
| 地區     | 日期      | 格式     | 經銷商   |
| -------- | --------- | -------- | -------- |
| 臺灣     | 2000年4月 | 電台播放 | 環球音樂 |
| 中國大陸 | 2000年4月 | 電台播放 | 美卡音像 |